# Cygusy
Cygusy (früher Cyguß, Cygus oder Cyguss, 1938–45 Ziegenfuß) ist ein kleines Dorf in Polen. Es gehört zur Gemeinde Sztum im Powiat Sztumski der Woiwodschaft Pommern. Der Ort Sztum liegt etwa sechs Kilometer nordwestlich.

## Geschichte
Das Dorf war im Mittelalter ein Rittergut und wurde als Czegenfus bzw. Czeginfus bezeichnet. 1538 wurde das Dorf als kulmisches Bauerndorf im Landkreis Stuhm als Czegenffusz erwähnt.
1772 hatte das Dorf sieben Wohngebäude, in welchen 102 katholische Einwohner lebten. Das Dorf gehörte zur Kirche von Postolin und war im Besitz derer von Slupow-Szembek. 1872 wurde es als Rittergut Cyguss verzeichnet. 1910 betrug die Einwohnerzahl kaum verändert 110 Einwohner. 1922 war es eingetragen als ein Rittergut im Besitz von Boleslaus von Brochwicz-Donimirski. 1933 hatte sich die Einwohnerzahl leicht auf 150 erhöht und gehörte zur Regierungsstelle von Sztum. Mit der Auflösung der Gutsbezirke wurde Cygusy 1938 mit der Gemeinde Kollosomp (Kalsen) vereinigt.
Während der Zeit des Nationalsozialismus wurde das Dorf in Ziegenfuß umbenannt. 1945 kam das Dorf an Polen.
Heute hat das Dorf etwa 180 Einwohner.

## Der Name
Der Name bedeutet frei übersetzt so viel wie „Zigeuner“.